# Milecastle 12
Milecastle 12 (Heddon) byla římská mílová pevnost (milecastle) Hadriánova valu. Její pozůstatky se nacházejí pod městskou farmou Heddon-on-the-Wall (nebo západně od ní); v terénu tomu ale již nic nenasvědčuje.
Milecastle 12 stával přesně dvanáct římských mil od začátku Hadriánova valu, tj. jeho východního konce ve Wallsendu, kde je nyní vesnice Heddon. Ta pravděpodobně vyrostla u pevnosti na kopci severovýchodně od kostela (na místě zbořených domů v Mushroom Row, před nimiž jejich majitelé při kopání hrobu pro koně našli pravděpodobně základy valu).  
Zachovaly se pouze kresby dvou kamenů, které pořídil John Bell v roce 1817. Podle jednoho nápisu na nich tento úsek valu postavila čtvrtá kohorta dvanácté legie, Valeria Victrix, a na druhém bylo jméno Julius Rufus.

## Výstavba
U této pevnosti není znám ani typ její osy, ani typ brány.

## Vykopávky a výzkum
- kolem roku 1746 - při stavbě tzv. Military Road byly objeveny dva nápisy (pravděpodobně pocházejí z oblasti Heddon-on-the-Wall). Dokládají, že přestavbu provedla Legio VI Victrix . Jeden zní „LEG · VI · V · P · F · REF · TER · ET · SAC · COS“, což odkazuje na Tertulla a Sacerda (konzulové v roce 158 n. l.).[4]
- 1752 – byl objeven velký počet mincí v dřevěných bednách.[4]
- 1820 – nedaleko byl nalezen malý počet mincí. Jednalo se o mince z období vlády římského císaře Maximiana (286–305 n. l.) až po císaře Arcadia (383–408 n. l.).[4]
- 1926 – byla nalezena severní brána.[4]
- 1928-29 – další pátrání bylo bezúspěšné.[1]
- 1966 – English Heritage Field Investigation. Bylo zjištěno, že v terénu nic nepoukazuje na to, kde pevnost stála, protože plochu z velké části zakrývají hospodářské budovy.[4]

- 1989 – English Heritage Field Investigation. Bylo zjištěno, že po pevnosti nezbývá žádná povrchová stopa a její přesná poloha není známa.[4]

## Přidružené vížky
Každá mílová pevnost na Hadriánově valu měla dvě přidružené vížky. Byly umístěny přibližně jednu třetinu a dvě třetiny římské míle na západ od pevnosti a jejich posádku pravděpodobně tvořila část pevnostní posádky. Vížky spojené s Milecastle 12 se označují vížka 12A a vížka 12B.

### Vížka 12A
Vížka 12A (Heddon West) se nachází vedle (a především pod) silnicí B6318 (Military Road) v malé vzdálenosti na západoseverozápad od Heddon-on-the-Wall.
Poloha vížky byla v roce 1928 určena 501 m na západ od Milecastle 12. To bylo potvrzeno částečnými vykopávkami v roce 1930. Zdi byly zarovnány na úroveň terénu za okrajem vozovky, ale vížka byla postavena podle stejného plánu jako vížka 12B. Avšak plošina (která zabírala jižní stranu vnitřku věží 12B a 13A) byla tak rozrušena, že po ní nezůstalo ani stopy.
Stěny vížky měly tloušťku 1,22 m a vycházelo se z ní směrem na východ.

### Vížka 12B
Vížka 12B (North Lodge) se nachází vedle Military Road (v místě, kde se od ní silnice B6318 odklání; stále je znát, zachoval se tam úzký pruh štěrku). Byla nalezena v roce 1928, 543 yardů od vížky 12A a 529 yardů od pevnosti Milecastle 13. Byla vykopána v roce 1930 a její plán je téměř totožný s plánem vížky 12A. Plošina byla obdélníková a zabírala jižní stranu interiéru.

## Záznamy o památkách
| Památník      | Číslo památníku | Číslo archivu English Heritage |
| Milecastle 12 | 22775           | NZ 16 NW 3                     |
| Věžička 12A   | 22778           | NZ 16 NW 4                     |
| Věžička 12B   | 22781           | NZ 16 NW 5                     |